# رادومیر (شهر)

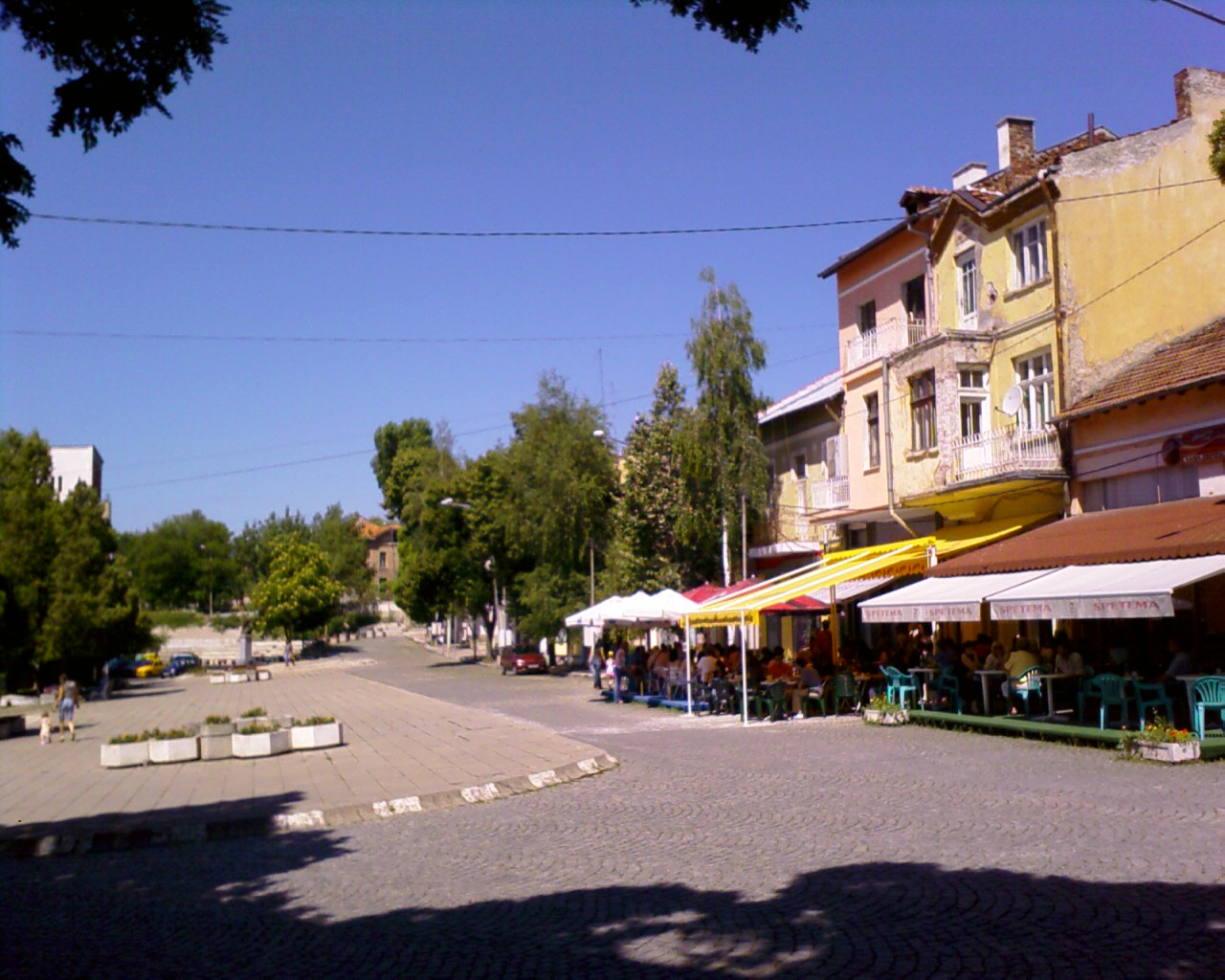
نمایی از رادومیر، شهری در استان پرنیک کشور بلغارستان - ۲۰۰۷

رادومیر شهری در استان پرنیک کشور بلغارستان است که جمعیت آن در سال ۲۰۰۱ میلادی ۱۵٬۶۳۱ نفر بوده‌است.